# Жизнь как катастрофа
«Жизнь как катастрофа» (англ. Trainwreck: My Life as an Idiot) — американская драматическая комедия режиссёра Тода Харрисона Уильямса, основанная на автобиографической книге Джеффа Николса «Маленький жёлтый автобус» (The Little Yellow Bus). Фильм также имеет название «American Loser», в США он именно под таким заголовком был показан по телевидению и вышел на DVD.
Премьера картины состоялась 14 июня 2007 года на Международном кинофестивале в Сиэтле.

## Сюжет
Главный герой фильма, Джефф Николс, уже на протяжении десяти лет посещает собрания клубов анонимных алкоголиков. На этих собраниях он делится не столько причинами своего алкоголизма, так как пить Джефф уже давно бросил, сколько рассказами о постоянно происходящих с ним неудачах и попытках исправить ошибки, а также «найти баланс между собой и окружающим миром». Согласно словам Джеффа в детстве ему диагностировали такие болезни как: пониженная обучаемость, дислексия, синдром нарушения внимания, синдром Туретта и нарушение равновесия. Всё это сильно осложняет его жизнь, как и то, что он не может заставить себя оплатить счета, убраться в комнате или должным образом вести себя на работе чтобы его не уволили. Джефф работал на полставки учителем в школе, откуда его в итоге уволили за непрофессионализм и неумение работать с детьми. Больше у него не получалось никуда устроиться, так как он постоянно проваливал собеседования. 
На одной из встреч в клубе анонимных алкоголиков Джефф знакомится с девушкой и влюбляется в неё. После этого его попытки начать свою жизнь заново и избавиться от постоянных неудач принимают серьёзный оборот.

## В ролях
| Актёр            | Роль            |
| ---------------- | --------------- |
| Шон Уильям Скотт | Джефф Николс    |
| Чарли Тахан      | Джефф в детстве |
| Гретчен Мол      | Линн            |
| Дирдри О’Коннелл | Синтия          |
| Кевин Конуэй     | Берт            |
| Джефф Гарлин     | Ленни           |
| Денис О’Хэр      | Майк            |
| Тони Патано      | Миссис Шелби    |